# Brayan Silva
Brayan Silva (Bogotá, Colombia, 4 de septiembre de 1997) es un futbolista colombiano de ascendencia portuguesa. Juega como portero. Actualmente no tiene equipo.

## Trayectoria

### Millonarios
Silva llegó a Millonarios en el año 2012 cuando tenía 14 años de edad. Ha hecho todo el proceso de divisiones inferiores en el club albiazul, desde las categorías infantiles. Siempre soñó con jugar en el equipo albiazul, del cual es hincha.
Ha hecho parte de las selecciones juveniles de Bogotá entre los años 2013 y 2014.
Fue llamado a entrenar con el plantel profesional desde agosto de  2014 y fue convocado por primera vez a un partido de la Categoría Primera A en octubre de 2014 en un juego en que Millonarios se enfrentó a Alianza Petrolera.
Debutó como profesional a los 17 años de edad, el jueves 19 de marzo de 2015 en el partido que Millonarios derrotó 2-1 a Bogotá Fútbol Club en el Estadio El Campín  de Bogotá en cumplimiento de la tercera fecha de la Copa Colombia 2015. El técnico argentino Ricardo Lunari le dio la oportunidad de debutar y jugó todo el partido como titular.
El domingo 15 de mayo de 2016 tras la lesión de Nicolás Vikonis, fue convocado y arquero suplente de Ramiro Sánchez en la victoria de su equipo ante Equidad Seguros 3-0 por la fecha 18 de la liga.
En su estadía en el equipo embajador (2014-17) tendría un total de 23 convocatorias jugando solamente en un partido.

## Clubes
| Club        | País     | Temporadas  |
| ----------- | -------- | ----------- |
| Millonarios | Colombia | 2014 - 2017 |
| Bogotá F.C. | Colombia | 2018 - 2019 |
| Progreso    | Honduras | 2020        |
| Juticalpa   | Honduras | 2021        |
| Llaneros    | Colombia | 2022        |